# Jean Beaujean
Jean Alexandre Georges Beaujean, né à Luçay-le-Mâle (36) le 25 avril 1918 et mort le 14 août 2009 à l'âge de 91 ans, est un pionnier du judo français.
Technicien réputé du judo en France, il est l'auteur et l'illustrateur d'ouvrages pionniers sur le judo.

## Biographie

### Formation et développement
Jean Beaujean commence l'étude de cette discipline à dix-neuf ans en 1937, avec Moshe Feldenkrais, seulement un an après la création du Jiu-Jitsu Club de France, sous la direction de Mikinosuke Kawaishi. (Thibault, 2011) Il contribue à la rédaction et l'illustration de l'ABC du Judo'' dès 1938. Puis, il devient élève de Kawaishi jusqu'en 1944. Jean Beaujean devient membre du comité des grades et continue à publier des manuels de jujitsu et judo selon la méthode Kawaishi dans les années 1940.
« Nommé ceinture noire en 1942 (8e ceinture noire de France), il se révèle un remarquable technicien ».
Il se distingua comme finaliste du premier championnat de France de judo qui se déroula dans la salle Wagram de Paris le 30 mai 1943 (Thibault, 1966) Il fallut vingt minutes de prolongation pour départager les deux finalistes, Jean de Herdt et Jean Beaujean.
Il a assumé divers rôles au sein de la Fédération de Judo, dont celui de Directeur Technique du collège des ceintures noires, conseiller à la propagande, Vice-président de la Fédération et professeur fédéral. En juillet 1944, Mr Kawaishi lui confie, avec M. de Herdt, la direction du Judo français jusqu’à son retour en 1948.
Il a formé des élèves qui vont se distinguer en compétition et que l'on retrouvera souvent dans les championnats et en équipe de France : Pegond, Vallée, Levannier, Belaud, etc.

### Voyage au Japon
En 1949, désirant approfondir ses connaissances, Jean Beaujean partit pour le Japon pour étudier le judo à la source. Pendant trois ans, il s’initia aux derniers perfectionnements des meilleurs judokas du monde.
Jean Beaujean, en mai 1949 n'a plus rien à apprendre en France. Il pense qu'il faut aller chercher les secrets du jiu-jitsu à sa source. Il réalisa alors le décalage entre le judo originel et celui enseigné en France. « Depuis que je suis arrivé ici, je suis étonné des maigres éléments que nous possédons en France sur cet art qu'est le Jiu-jitsu. Il faut être ici, côtoyer les maitres japonais pour s'en faire une idée exacte ».
Il étudia les plus anciennes techniques japonaises, la langue japonaise, et rencontra chaque jour les plus célèbres judokas, tels Nagaoka, le plus ancien pratiquant, et les champions Ishikawa, Kimura, Yoshimatsu. Il s’imposa un entraînement rigoureux, se mettant, par exemple à l’école d’Oda (9° dan), le meilleur spécialiste du combat au sol. Jean Beaujean et Roger Duchêne furent les seuls Français admis au Kodokan de Tokyo à cette époque.
« C'est au Japon, au Kodokan en particulier, qu'il remarqua que les plus grands experts pratiquaient tous avec habileté au moins 4 projections typiques, et cela même si leur projection favorite n'était pas l'une d'elles. » H.-D. Plée. Cette observation fut l'objet du deuxième ouvrage de Jean Beaujean sur les quatre projections clefs du judo (Beaujean, 1953). Le manuscrit de cet ouvrage a été et supervisé par le Maître Kawaishi Shi-Han, par la fédération française de Judo et par le collège des ceintures noires de France en date du 29/06/1953.

### Retour en France
Enrichi de toutes ses connaissances nouvelles, Jean Beaujean rentra en France en qualité de délégué du Kodokan. Il ramena avec lui une collection de films afin de permettre de mieux comprendre la technique des grands maîtres nippons. Il introduisit les méthodes d'entraînement du Kodokan, provoquant un conflit avec M. Kawaishi, le principal promoteur du judo en France à cette époque qui était réfractaire aux apports extérieurs.
Le 19 janvier 1952, un conflit significatif surgit lorsque M. Kawaishi tenta de retirer le grade de ceinture noire à Jean Beaujean et Roger Duchêne et de les expulser du Collège en raison d'une part de leur soutien à la méthode Kodokan en France, mais aussi d'un différend personnel, d'ordre financier semblerait-il avec Jean Beaujean (Brousse 2005). Les membres du collège rejetèrent majoritairement ses propositions. Se sentant désavoué, Kawaishi décida alors de se retirer des instances du CNN.
Jean Beaujean enseigne quelques années suivant la méthode qu'il a étudiée au Kodokan et quitte la France en 1954 pour s'installer au Canada. Il est le premier à avoir montré chez nous la technique du Kodokan, ouvrant ainsi la voie à un judo conforme aux aspirations de beaucoup. Sa synthèse du jeune judo japonais, adaptée à nos connaissances de l'époque, a constitué la base des progrès techniques réalisés les années suivantes (Thibault 2011).

### Philosophie et enseignement
Dans un de ses ouvrages (Beaujean 1945), Jean Beaujean raconte le parcours initiatique d'un élève fictif. Dans la conclusion de son prologue intitulé « valeur et avenir », il développe sa pensée et celle de ses maîtres : « l'habitude d'agir avec décision, celle d'évaluer rapidement la valeur d'un individu, de connaître ses défauts et ses qualités augmentent considérablement nos chances de réussite dans la vie. Sans pourtant s'attacher à toute cette considération un peu terre-à-terre, admirons au milieu des troubles et vicissitudes de l'existence, l'être calme et maître de lui. Le judoka, qu'il soit industriel, médecin ou manœuvre, doit respecter son prochain. Avant tout, il s'efforce de ne pas se laisser séduire par les apparences. Son expérience du judo lui a permis de reconnaître la valeur non pas au poids ni à la taille, mais à des qualités mentales. L’influence du judo sur la psychologie de l’individu est prépondérante. Il donne aisance de maitrise de soi, et combat un des complexes les plus cruels, le complexe d’infériorité. »

## Publications
- Jean Beaujean, Jiu-Jitsu - Partie Judo d'après la méthode de Kawaishi Shi-Han. Textes et illustration de Jean Beaujean. 415p. Edition privée.
- Jean Beaujean, Judo Kawaishi, Edition privée, Paris, 1945
- Jean Beaujean, Les 4 projections clefs du judo - judo ko-do-kan, numéro spécial de la revue Judo Kodokan. Éditeur Judo Kodokan, 1953.

- Moshi Feldenkrais, ; Beaujean, Jean (Illustrateur). A.B.C. du judo jiu-jitsu. Paris: É. Chiron, 1938[10].